# لقاح التيفوئيد
لقاحات التيفوئيد هي لقاحات تستعمل للوقاية من حمى التيفوئيد.

## الأنواع
- هناك نوعان من اللقاح ضد المرض توصي بهما منظمة الصحة العالمية:[2]

1. اللقاح الحي والذي يؤخذ عن طريق الفم (oral TY21a vaccine).
2. لقاح الحمى التيفية متعدد السكريد [الإنجليزية] والذي يعطى حقناً تحت الجلد أو عضلياً.

هذه اللقاحات فعالة بنسبة 30 إلى 70٪ خلال سنتين بعد الجرعة وحسب نوع اللقاح.

## الاستعمال
تنصح منظمة الصحة العالمية بتلقيح جميع الأطفال في المناطق التي يعرف عنها شيوع الإصابة بهذا المرض. كما ينصح بتلقيح الأشخاص المعرضين لخطر الإصابة. ويمكن أيضا استخدام حملات التلقيح لمكافحة تفشي الأمراض. كما توجد حاجة لجرعة أخرى بعد 3 إلى 7 سنوات وحسب نوع اللقاح. ينصح في الولايات المتحدة بتلقيح الأشخاص المعرضين لخطر الإصابة والمسافرين إلى مناطق انتشار المرض.

## سلامة الدواء
استعمال اللقاحات المتوفرة حاليًا آمن جدًا. قد تحدث أعراض جانبية بسيطة في مكان الحقن. اللقاح الذي يعطى عن طريق الحقن آمن في مرضى الإيدز، ويمكن استعمال اللقاح الفموي طالما لا توجد أعراض. أما أمان استعمال اللقاح الفموي أثناء الحمل فغير مؤكد.

## التاريخ والمجتمع
طور ألمروث رايت ورتشارد بفيفر وفلهلم كوله أول لقاح للتيفوئيد عام 1896. لم يعد ينصح بذلك اللقاح بسبب وجود لقاحات أحدث حيث أن القديم ذو أعراض جانبية. Typhoid اللقاحات مدرجة في قائمة منظمة الصحة العالمية للأدوية الأساسية، والتي تضم الأدوية الأكثر فعالية وأمنا في نظم الرعاية الصحية. تبلغ تكلفة اللقاح في الدول النامية بحدود 4.44 دولار أمريكي للجرعة في عام 2014، أما السعر في الولايات المتحدة فيتراوح بين 25 و 50 دولار.